# 呉基地
呉基地（くれきち、JMSDF Kure Naval Base）とは、広島県呉市幸町1-1、4-20、7-1、8-1に所在する、海上自衛隊の基地である。敷地の一部に在日米陸軍基地「United States Army Kure Pier 6」も存在する。

## 概要
呉基地は、瀬戸内海のほぼ中央部、広島湾の東側入口、西芸予諸島の北部に位置している。1886年（明治19年）5月4日に旧海軍第二海軍区軍港に指定され、1889年（明治22年）7月1日、呉鎮守府の開庁とともに、本格的な海軍軍事基地の建設が進められ、日本一の海軍工廠を擁する軍港として発展した。
戦後は1952年（昭和27年）8月1日に海上自衛隊の前身である保安庁警備隊が発足したが、呉には地方隊が置かれず、横須賀地方隊隷下の「呉航路啓開隊」が置かれた。呉地方隊の発足が他の地方隊から遅れた理由としては、呉基地自体が大戦中に機雷で封鎖されたこと、作戦海面への進出に長時間かかることなどから基地は外洋への進出が容易な佐伯、宿毛あるいは大阪、神戸付近にすべきとの議論があったためである。しかし、適当な代替地がなかったことから最終的に呉に地方隊がおかれることとなり、1954年（昭和29年）7月1日、海上自衛隊の発足に伴い、地方隊に昇格して総監部が置かれた。
現在は護衛艦隊隷下の第4・第12護衛隊、第1潜水隊群などが配備されている。なお、呉基地は輸送艦、練習艦、訓練支援艦、音響測定艦など、呉だけに配備される艦種が多いのも特徴である。また、2023年3月現在、44隻の艦艇が配置されている。これは、大湊、横須賀、舞鶴、佐世保の五大基地の中で一番多い。

## 沿革

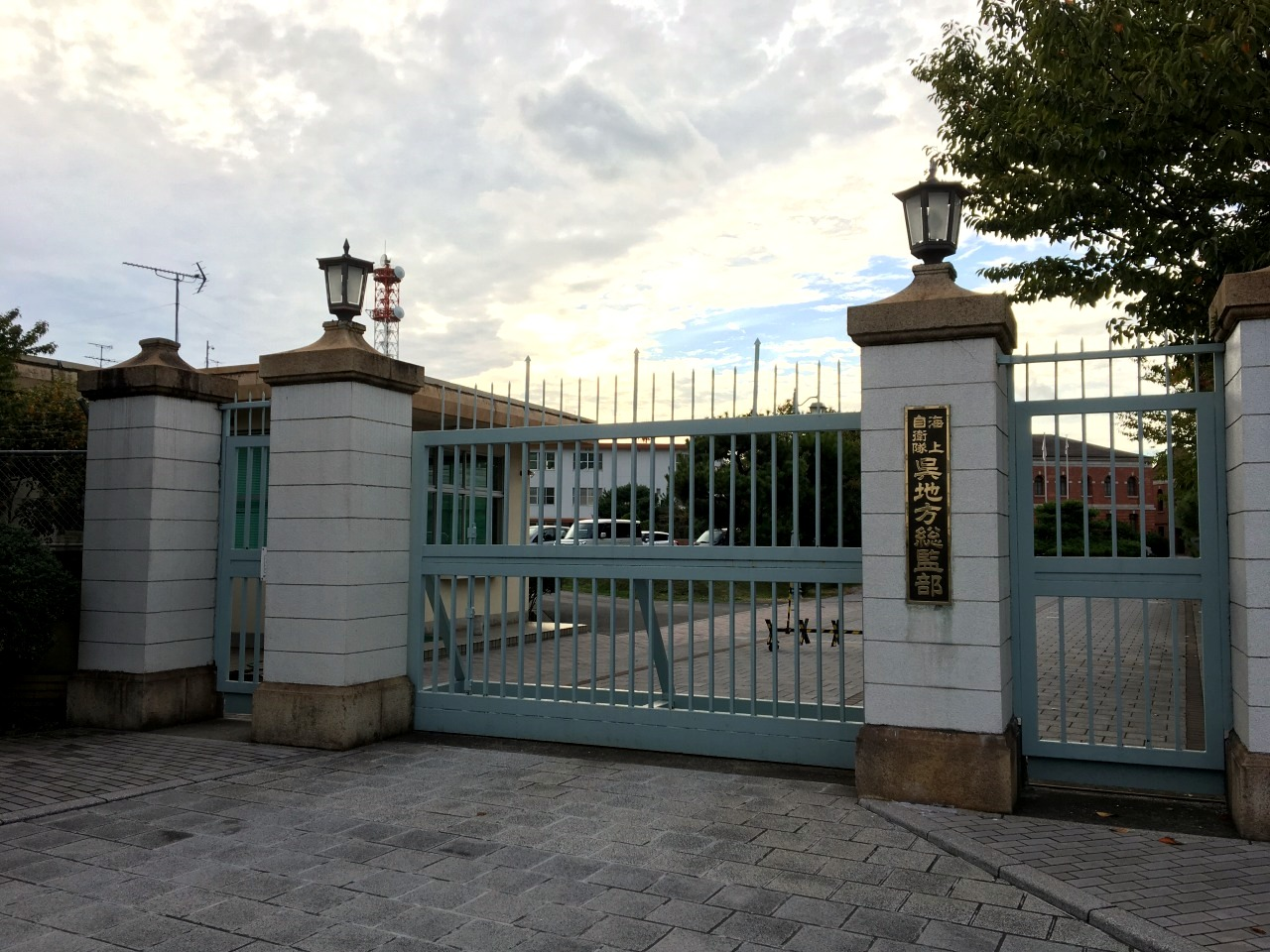
海上自衛隊 呉地方総監部

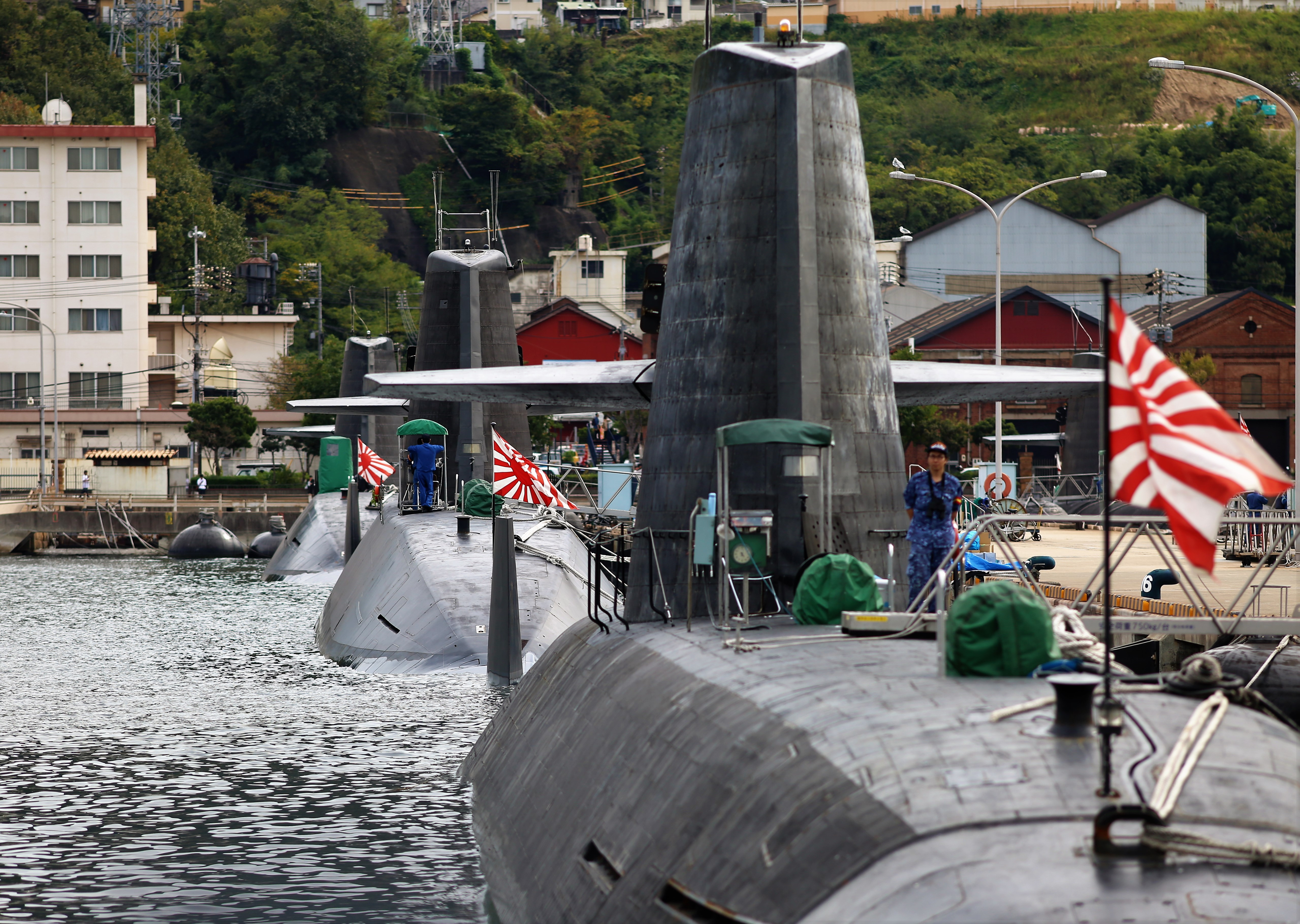
海上自衛隊呉基地に停泊する潜水艦群

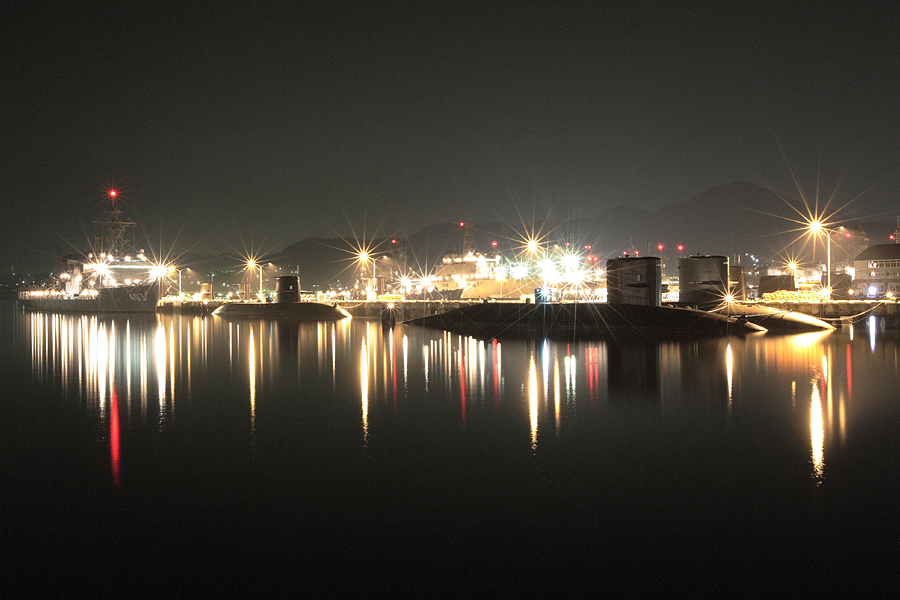
アレイからすこじまから見た潜水艦桟橋の夜景。潜水艦と潜水艦救難艦が停泊している

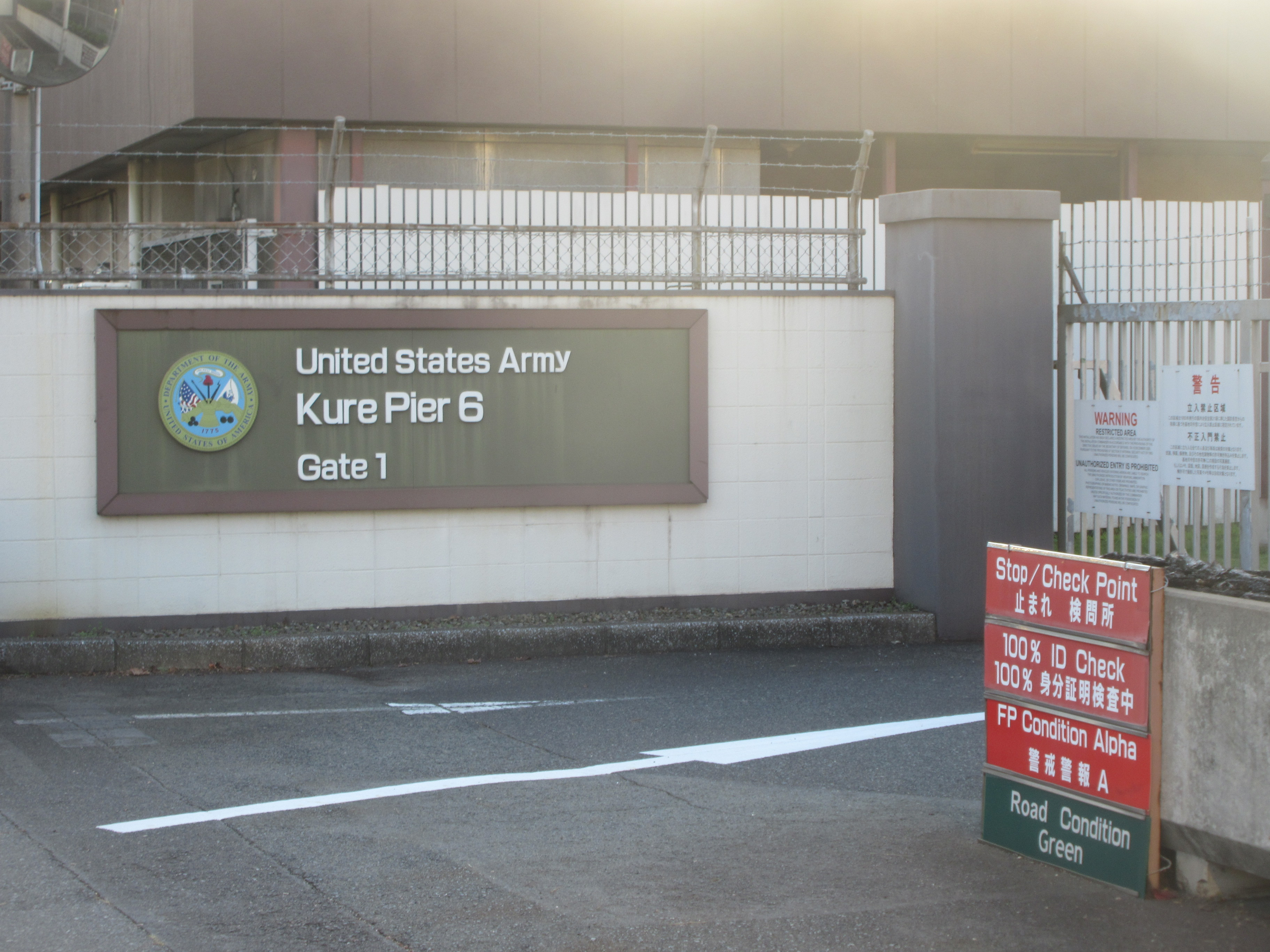
敷地内にある在日米陸軍基地「United States Army Kure Pier 6」

- 1889年（明治22年）7月1日：呉鎮守府が開庁。
- 1945年（昭和20年）12月1日：海軍の廃止により、呉鎮守府は呉地方復員局に改組。
- 1952年（昭和27年）8月1日：保安庁警備隊が発足、横須賀地方隊隷下に「呉航路啓開隊」が新編。
- 1953年（昭和28年）9月16日：呉航路啓開隊が廃止となり、横須賀地方隊隷下に「呉地方基地隊」が新編。
- 1954年（昭和29年）
  - 7月1日：保安庁警備隊が廃止。防衛庁海上自衛隊が発足。呉地方基地隊が廃止、「呉地方隊」が新編。
  - 10月1日：呉地方総監部開庁。
- 1955年（昭和30年）5月1日：「呉通信隊」が新編。
- 1956年（昭和31年）1月16日：「呉練習隊」が新編。
- 1957年（昭和32年）5月10日：呉練習隊が「呉教育隊」に改称。
- 1959年（昭和34年）6月1日：「呉水雷調整所」が新編。
- 1961年（昭和36年）2月1日：「呉補給所」及び「呉工作所」が新編。
- 1967年（昭和42年）10月1日：呉基地警防隊に「水中処分隊」が新編。
- 1970年（昭和45年）
  - 3月2日：呉工作所が廃止。「呉造修所」、「呉衛生隊」が新編。
  - 10月1日：呉基地警防隊が「呉警備隊」に改称。
- 1976年（昭和51年）5月11日：「呉音楽隊」が新編。
- 1985年（昭和60年）7月1日：呉水雷調整所が廃止。「呉水雷整備所」が新編[5]。
- 1987年（昭和62年）7月1日：警備隊の組織改編。「呉基地業務隊」が新編。
- 1998年（平成10年）12月8日：補給整備部門の組織改編により呉補給所と呉造修所が統合され、「呉造修補給所」に改編。呉水雷整備所が「呉弾薬整備補給所」に改編。
- 2002年（平成14年）3月22日：呉通信隊が呉システム通信隊に改編され、システム通信隊群隷下に編成替え。
- 2005年（平成17年）3月1日：自衛隊江田島病院が廃止、「自衛隊呉病院」が開設。
- 2025年（令和7年）3月24日：共同の機関として「自衛隊海上輸送群」が新編される。

## 配置部隊・機関

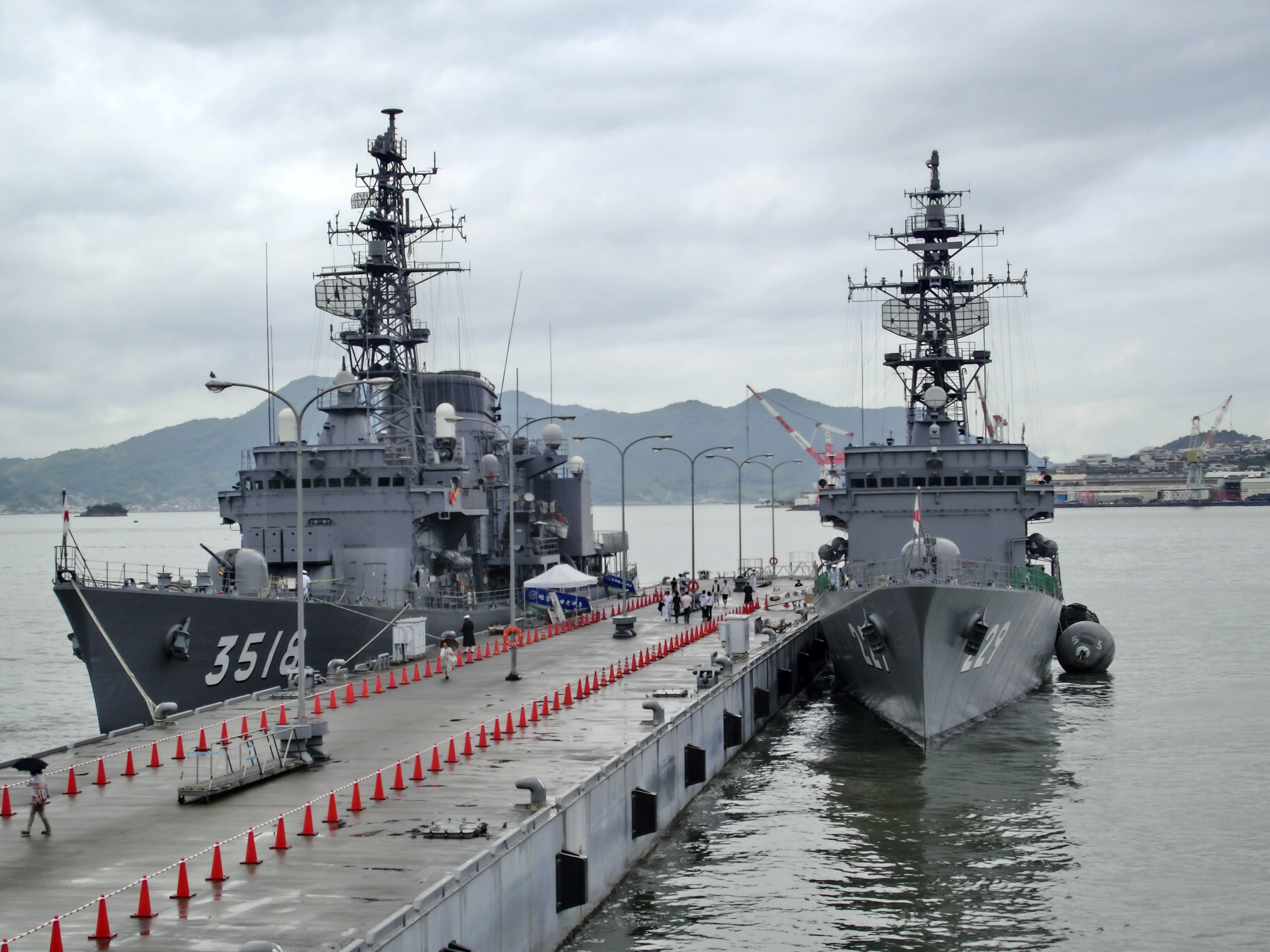
昭和地区・Eバースに係留中の艦艇。左は練習艦せとゆき、右は護衛艦あぶくま

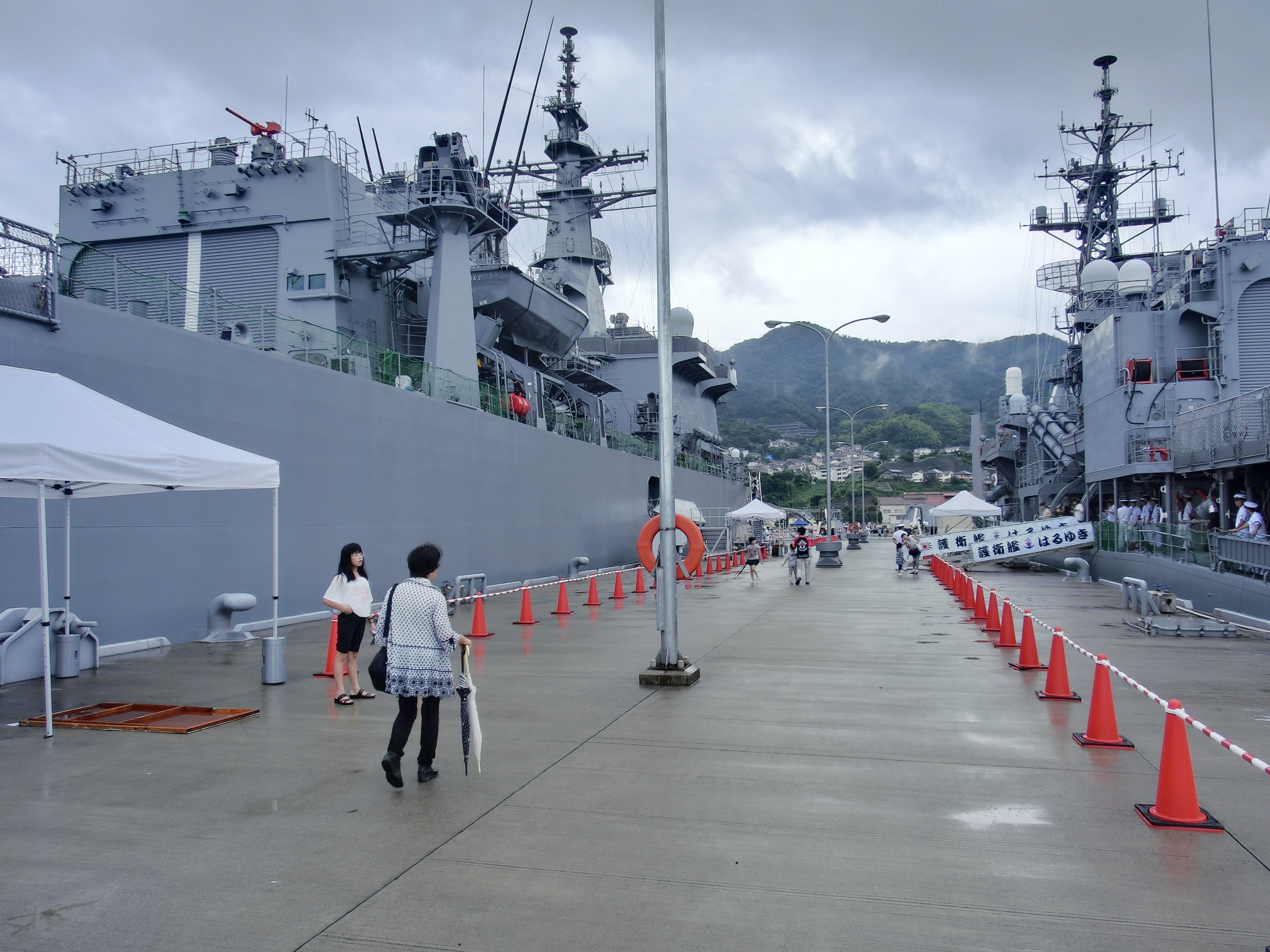
体験航海のために一般開放中の桟橋

幸地区
- 呉地方総監部
- （護衛艦隊）
  - 第4護衛隊群
    - 司令部
    - 第4護衛隊

  - 第12護衛隊
  - 第1海上訓練支援隊
- 掃海隊群
  - 第3掃海隊
  - 第1輸送隊
- 呉地方警務隊
- 呉システム通信隊
- 呉警備隊
- 呉造修補給所
- 呉基地業務隊
- 呉衛生隊
- 呉教育隊
- 呉音楽隊

昭和地区（呉市昭和町）
- 潜水艦隊
  - 第1潜水隊群
    - 司令部
    - 呉潜水艦基地隊

  - 第1練習潜水隊
  - 潜水艦教育訓練隊
- （海上訓練指導隊群）
  - 呉海上訓練指導隊
- 掃海隊群
  - （水陸両用戦・機雷戦戦術支援隊）
    - 呉水陸両用戦・機雷戦戦術支援分遣隊
- （海洋業務・対潜支援群）
  - 第1音響測定隊
- 練習艦隊
  -     - 司令部

  - 第1練習隊
- 自衛隊呉病院

吉浦地区（呉市吉浦町乙廻）
- 呉造修補給所貯油所

## イベント
毎週日曜日に護衛艦が一般公開される他、毎年夏に大規模な展示訓練が行われる。展示訓練の艦艇への乗船は事前登録制の抽選で選ばれる。

## 周辺

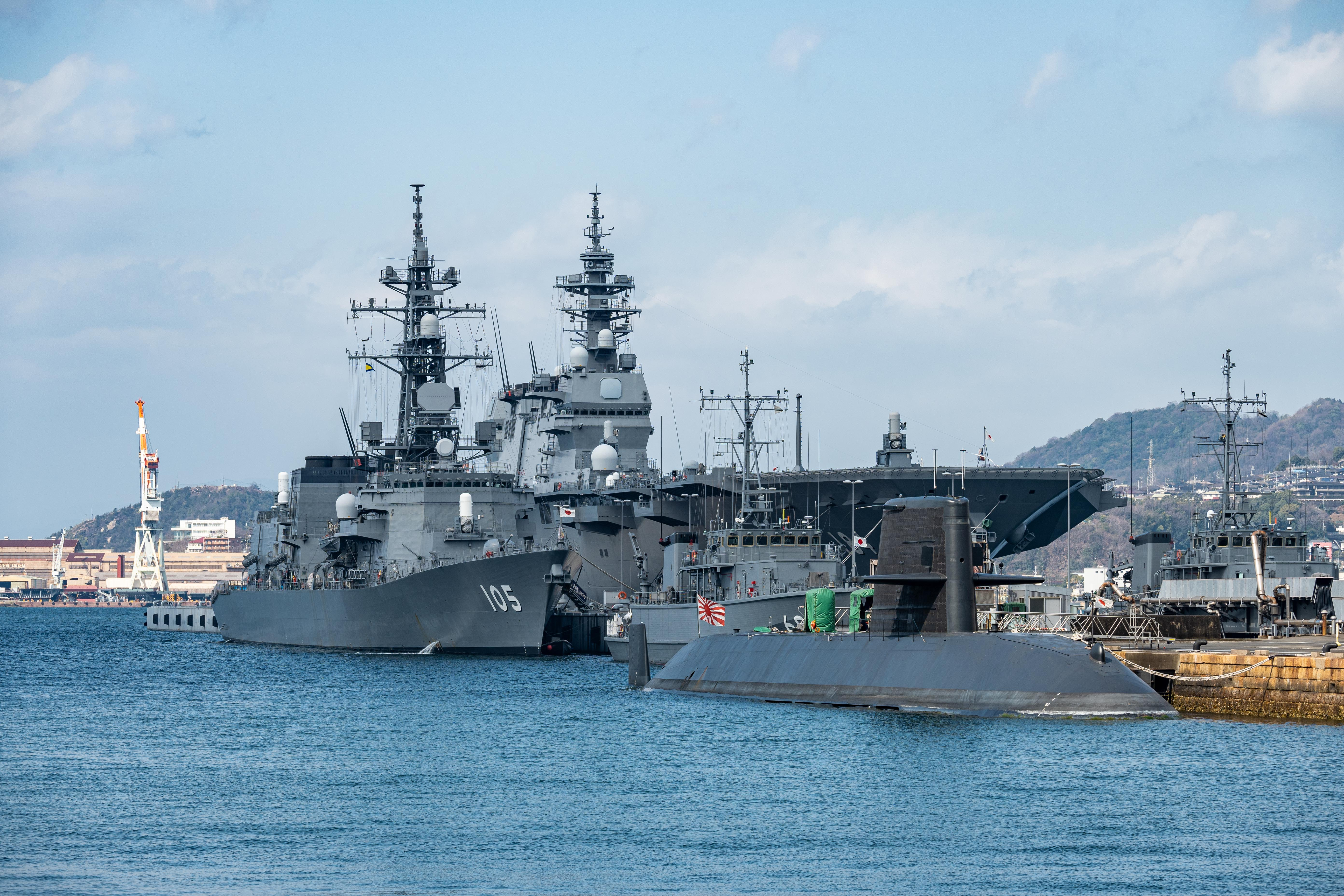
海上自衛隊呉基地に停泊中の護衛艦「かが」「いなづま」「おやしお型潜水艦」

アレイからすこじま
潜水艦桟橋前に作られた公園で、艦隊を一望でき、呉市海事歴史科学館（大和ミュージアム）と共に呉市の人気観光スポットとなっている。
名称の由来は英語で小道という意味の"alley"と、呉浦にあった魚雷発射訓練場（通称烏小島）から。
旧呉海軍工廠本部及び電気部関係建造物